# Pâturage (alimentation)
Ne doit pas être confondu avec Pâturage.

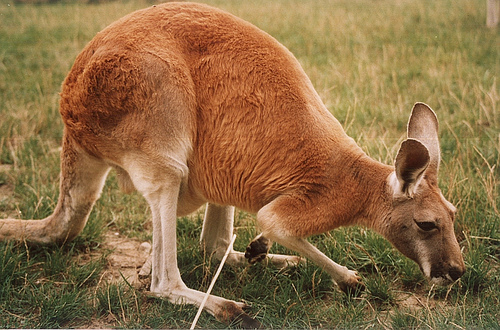
Kangourou roux (Macropus rufus) en train de pâturer.

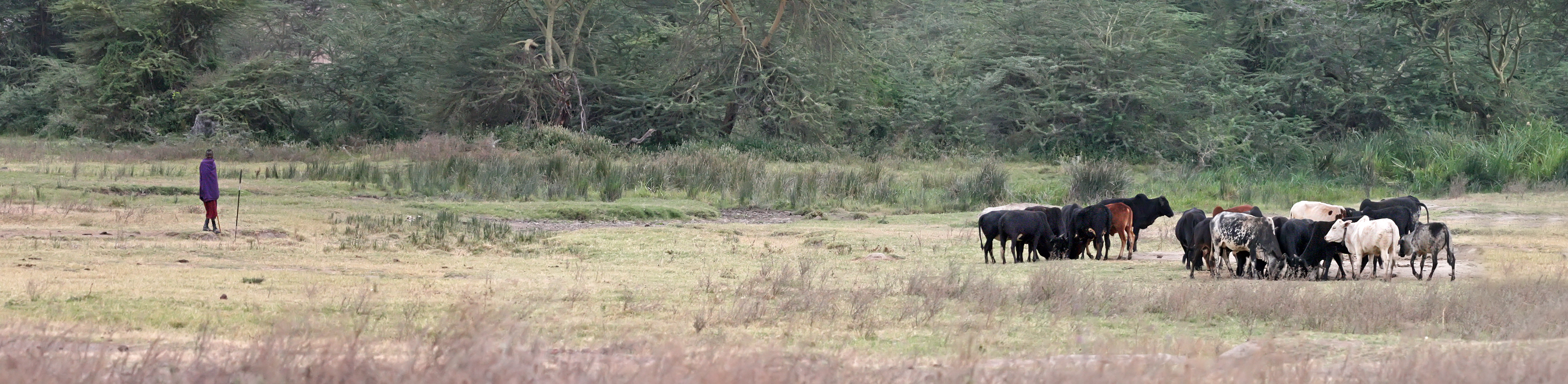
Berger maasaï faisant paître son bétail dans le cratère du Ngorongoro.

Le pâturage est une forme d'alimentation des animaux herbivores qui se nourrissent d'herbes (telles que les graminées), de végétation basse ou d'autres organismes multicellulaires autotrophes (par exemple des algues). Le pâturage se distingue du broutage des herbivores qui se nourrissent de feuilles, de pousses ou de fruits de végétation haute. Les substantifs masculins pacage ou pâquis sont parfois synonymes, ainsi pour le milieu piscicole le pacage lacustre ou pour les animaux chassés à poil ou à plume, le lieu de nourriture qui se nomme pâquis.
La pâture désignait au sens premier dans le monde paysan tout ce qui servait à la nourriture des bêtes. Le terme pâturage employé en ce sens est d'origine scientifique, par ailleurs sous influence de l'agronomie et de la biologie anglo-saxonnes.

## Définition
Le pâturage diffère de la prédation parce que l'organisme mangé n'est généralement pas tué, et du parasitisme parce que les deux organismes n'ont pas de relation symbiotique et que le « brouteur » n'est généralement pas limité dans le choix des espèces qu'il peut consommer (voir espèces généraliste et spécialisée).
Beaucoup de petits herbivores spécialisés suivent les grands herbivores qui élaguent les parties des plantes les plus élevées et les plus dures, mettant à découvert les pousses tendres.
Chez les animaux terrestres, on distingue le pâturage normal qui consiste à manger de l'herbe ou des plantes herbacées du « broutage de ligneux » dans lequel les animaux se nourrissent de rameaux ligneux et de feuilles d'arbres et d'arbustes.
Le pâturage est important pour l'agriculture qui utilise le bétail domestiqué pour convertir de l'herbe et d'autres fourrages en viande, lait et autres produits animaux.
Les animaux aquatiques qui se nourrissent par exemple d'algues trouvées sur des rochers sont appelés « brouteurs-racleurs ». Ces animaux se nourrissent aussi de micro-organismes et de matière organique morte sur divers substrats.

## Pâturage autre
Bien que le terme « pâturage »  soit généralement associée aux mammifères se nourrissant dans des prairies, ou plus précisément au bétail sur pâture, les écologistes utilisent parfois le mot dans un sens plus large, afin d'inclure tout organisme qui se nourrit de toute autre espèce sans mettre fin à la vie de l'organisme proie.
L'utilisation du terme varie encore plus, par exemple, un biologiste marin peut décrire comme « brouteurs » les oursins herbivores qui se nourrissent de varech, même quand ils tuent l'organisme en coupant la plante à la base.
Les malacologistes appliquent parfois ce terme au cas des escargots aquatiques qui se nourrissent en consommant le film microscopique formé d'algues, de diatomées et de détritus, ce biofilm qui couvre les substrats et d'autres surfaces sous-marines.

## Systèmes de pâturage
Les systèmes de pâturage, appelés aussi techniques de pâturage ou modes de pâturage, sont caractérisés par des critères techniques, selon les atouts et contraintes de l'environnement, les espèces herbivores utilisatrices et les productions. Ils peuvent être regroupées en deux familles :
- le pâturage permanent ou continu : méthode d'exploitation la plus simple, consistant à fournir en permanence l'ensemble de la surface dont les animaux ont besoin pendant chaque période.
- le pâturage tournant (en) : méthode qui repose sur le principe d'une rotation du bétail sur des parcelles équipées de clôtures amovibles ou fixes. Deux techniques sont utilisées : le pâturage tournant classique ; le pâturage tournant dynamique (PTD) ou cellulaire (appelé aussi pâturage de précision, techno-pâturage, cell-grazing ou techno-grazing) qui consiste en une subdivision des parcelles (soit en plusieurs petites parcelles appelées paddocks[5], soit en couloir avec fil avant et fil arrière), ce qui permet de réaliser un chargement élevé du bétail sur de petites parcelles sur une courte durée, technique surtout utilisée sur de petites exploitations, favorisant une répartition homogène et une meilleure gestion[6] des déjections non maîtrisables (pissats, bouses et fèces)[7],[8].

## Gestion des systèmes de pâturage
La gestion des systèmes de pâturage fait appel à différents indicateurs de conduite : vitesse d’avancement des animaux, surface allouée, qualité de l'herbe (stade de son développement, rendement de matière sèche, hauteurs d'herbe à l'entrée et à la sortie des animaux dans la pâture).

## Intérêt écologique du pâturage
Les prairies de pâturage accueillent un cortège de décomposeurs permettant le recyclage de la matière et l'auto-fertilisation de la parcelle. Elles ont aussi la particularité d'avoir une pression d'abroutissement très hétérogène, et donc des cortèges végétaux peuvent être très différents d'un bout à l'autre du pré. Néanmoins, ces atouts peuvent vite disparaître si le chargement ou le temps de pâture sont trop importants et ont au contraire tendance à appauvrir le milieu.